# Dekret
Dekret (od lat. decretum, decerno — dosuđeno) naredba je, odluka, ukaz o imenovanju ili bilo koje rešenje vlasti o nekom pitanju, koji izdaje viša vlast (predsednik, monarh resorni ministar i sl.).
Dekret danas u većini zemalja koje imaju ustav najčešće nema trajni zakonodavni karakter, jer nije izglasan u parlamentu već je samo privremena mera vlasti (npr. kada je proglašeno vanredno stanje).

## Istorija i karakter
Dekreti su bili uobičajena forma još od antike, kao i u apsolutističkim monarhijama. Tako je u Francuskoj u 18. i 19. veku dekret imao snagu zakona. Dekret je imao snagu zakona i u revolucionarnom SSSR-u, sve do 1936. i donošenja Ustava (Lenjinov Dekret o miru takođe poznat kao Dekret o zemlji ili Dekret o radničkoj kontroli).
Dekreti su i danas prilično česti u svim državama sa predsedničkim sistemima, uključujući Francusku, Rusiju, Sjedinjene Američke Države...

### Sjedinjene Američke Države
U Sjedinjenim Američkim Državama predsednički dekreti su uobičajena mera vlasti, a donose ih predsednici u slučaju kada im neki zakoni ne uspeju proći redovnu proceduru kroz Kongres i Senat SAD.
Tako je predsednik SAD Barak Obama u martu 2012. godine potpisao dekret (engl. National Defense Resources Preparedness Executive Order) koji mu je dao ovlast da u ime nacionalne sigurnosti proglasi vanredno stanje i uvedi vojnu vlast u zemlji.

### Dekret kao deo crkvenog prava
U slučaju Katoličke crkve, svaka papska bula, pismo ili javno izgovorena i dokumentovana odluka ima snagu dekreta.
Isto tako i svaka dijeceza i biskupija može donositi sopstvene dekrete; oni se najčešće odnose na imenovanja ili smenjivanja pojedinih župnika.

### Dekret kao deo građanskog prava
Dekret u nekim zemljama (npr. Italija) postoji kao deo građanskog prava. To je poseban skraćeni sudski postupak koji ima za cilj pružiti jednostavniji oblik procesa protiv dužnika izdavanjem sudskih zabrana i naredbi.

## Spoljašnje veze
- Dekret na sajtu  (језик: енглески)
- Dekret na sajtu  (језик: италијански)
- Ustav 4. republike iz 1946. i Ustav 5. republike iz 1958. na sajtu  (језик: француски)